# Arthur Nordenswan
Arthur Nordenswan (n. 27 ianuarie 1883, orașul Stockholm⁠(d), Over-Governors office⁠(d), Suedia – d. 29 decembrie 1970, parohia Oscar⁠(d), Comitatul Stockholm, Suedia) a fost un trăgător de tir ce a reprezentat Suedia, medaliat olimpic. A participat la o ediție a Jocurilor Olimpice (1912) în care a câștigat o medalie de argint.

## Participări
Lista de mai jos prezintă principalele competiții la care a participat Arthur Nordenswan de-a lungul carierei.
- shooting at the 1912 Summer Olympics – men's 50 metre team small-bore rifle[*]